# Канитело - Спера (Рагуза)
Канитело - Спера је насеље у Италији у округу Рагуза, региону Сицилија.
Према процени из 2011. у насељу је живело 5 становника. Насеље се налази на надморској висини од 12 м.